# Lavr Kornilov
Lavrentij "Lavr" Georgijevitj Kornilov (ryska: Лавр Георгиевич Корнилов), född 18 augusti 1870 i Ust-Kamenogorsk i kejsardömet Ryssland, död 13 april 1918 nära Jekaterinodar, var en rysk general.

## Biografi
Kornilov blev officer vid artilleriet 1892, utmärkte sig i rysk-japanska kriget 1904–1905 och befordrades 1905 till överste och 1911 till generalmajor. Åren 1907–1911 var han militärattaché i Kina. Vid första världskrigets utbrott 1914 blev Kornilov chef för 48:e infanteridivisionen i Karpaterna. Han sårades och togs till fånga i april 1915, men han lyckades fly och återvände till Ryssland i augusti 1916 och utnämndes samma år till generallöjtnant och chef för 25:e armékåren.
I samband med februarirevolutionen 1917 anslöt sig Kornilov till den provisoriska regeringen. Som tack för sitt stöd utnämndes han till chef för Petrograds militärdistrikt och utnämndes samma år till chef för 8:e armén. Han deltog i Galizienoffensiven, blev i juli chef för sydvästra fronten och efterträdde den 1 augusti 1917 general Aleksej Brusilov som överbefälhavare.
I september samma år utspelades den förvirrade episod som fått namnet Kornilovaffären. Denna inleddes då Kornilov menade sig ha fått regeringens uppdrag att kväsa oroligheterna i huvudstaden. Premiärminister Aleksandr Kerenskij hade dock inte givit någon sådan order och avskedade den 9 september Kornilov för att ha agerat mot order. Då Kornilov meddelades detta beslutade han sig för att verkligen göra revolt och marscherade mot Sankt Petersburg. Upproret misslyckades dock och han togs den 14 september till fånga vid Mogiljov. Kerenskij kom att misstänkas för att själv ligga bakom upproret.
I december lyckades Kornilov fly till de vita i ryska inbördeskriget och anslöt sig till Aleksej Kaledin i södra Ryssland. Under strid mot bolsjeviker skadades han vid Jekaterinodar den 31 mars 1918. Han avled den 13 april 1918.